# Gustaf Eriksson (jurist)
Gustaf Axel Vilhelm Eriksson, född den 12 september 1895 i Halmstad, död den 27 december 1976 i Ängelholm, var en svensk jurist.
Eriksson avlade studentexamen i Halmstad 1914 och juris kandidatexamen vid Lunds universitet 1919. Han blev extra ordinarie notarie i Göta hovrätt sistnämnda år, genomförde tingstjänstgöring i Sunnervikens domsaga 1920–1922, blev tillförordnad fiskal i Göta hovrätt 1922, extra ordinarie assessor där 1923, ordinarie assessor 1926, ordinarie fiskal 1929, hovrättsråd 1931 och revisionssekreterare 1935 (tillförordnad 1930). Eriksson var häradshövding i Södra Åsbo och Bjäre domsaga 1938–1962 samt krigsdomare vid Skånska kavalleriregementet, Skånska pansarregementet, Krigsflygskolan och  Skånska flygflottiljen 1942–1948. Han utförde lagstiftningsuppdrag i socialdepartementet 1930–1931, var extra ledamot för lagärenden i justitiedepartementet 1931, byråchef för lagärenden där 1933–1935, expeditionschef 1935–1938, sakkunnig i strafflagsberedningen 1940–1942, ledamot där 1943–1950, ledamot av 1951 års rättegångskommitté 1951–1961, ordförande i Kristianstads läns poliskollegium 1958–1961, av utredningen om rättegångshjälp 1962–1965, på extra avdelning i Svea hovrätt 1964–1965 och i direktionen för Kronprinsessan Victorias kustsanatorium 1950–1966. Eriksson blev riddare av Nordstjärneorden 1933, kommendör av andra klassen av samma orden 1938 och kommendör av första klassen 1959. Han vilar på Barkåkra gamla kyrkogård.